# Década de 760
Séculos: (Século VII - Século VIII - Século IX)
Décadas: 700 710 720 730 740 750 - 760 - 770 780 790 800
Anos: 760 - 761 - 762 - 763 - 764 - 765 - 766 - 767 - 768 - 769